# Borysowo
Borysowo (deutsch Borrishof, 1938–1945 Borishof) ist ein kleiner Ort in der polnischen Woiwodschaft Ermland-Masuren, der zur Landgemeinde Kowale Oleckie (Kowahlen, 1938–1945 Reimannswalde) im Powiat Olecki (Kreis Oletzko/Treuburg) gehört.

## Geographische Lage
Borysowo liegt im Nordosten der Woiwodschaft Ermland-Masuren und 14 Kilometer nordwestlich der Kreisstadt Olecko (Marggrabowa, 1928–1945 Treuburg).

## Geschichte
Im Jahre 1817 wurde das damals Abbau Borris genannte kleine Dorf gegründet. In der Folgezeit wurde es auch Borrishöfchen (um 1818), Boryshof (nach 1874) bzw. Borrishof (bis 1938) genannt. Als im Jahr 1874 der Amtsbezirk Kowahlen (polnisch Kowale Oleckie) entstand, wurde der Ort als eigenständiger Gutsbezirk eingegliedert. Der Amtsbezirk – er wurde 1938 in Amtsbezirk Reimannswalde umbenannt – bestand bis 1945 und gehörte zum Kreis Oletzko – von 1933 bis 1945 Landkreis Treuburg genannt – im Regierungsbezirk Gumbinnen der preußischen Provinz Ostpreußen. Zu dem Gutsbezirk gehörte auch der Wohnplatz Neusorge.
Im Jahr 1910 zählte der Gutsbezirk Borrishof 30 Einwohner.
Aufgrund der Bestimmungen des Versailler Vertrags stimmte die Bevölkerung im Abstimmungsgebiet Allenstein, zu dem Borrishof gehörte, am 11. Juli 1920 über die weitere staatliche Zugehörigkeit zu Ostpreußen (und damit zu Deutschland) oder den Anschluss an Polen ab. In Borrishof stimmten 32 Einwohner für den Verbleib bei Ostpreußen, auf Polen entfiel keine Stimme.
Am 30. September 1928 verlor er seine Eigenständigkeit und wurde – mit Teilen des Nachbarortes Daniellen (1938–1945 Kleinreimannswalde, polnisch Daniele) – nach Kowahlen eingemeindet.
Am 3. Juni 1938 wurde die Namensschreibweise in Borishof geändert. In Kriegsfolge kam der Ort 1945 mit dem gesamten südlichen Ostpreußen zu Polen und heißt seither Borysowo. Heute ist er eine kleine Ortschaft im Verbund der Landgemeinde Kowale Oleckie im Powiat Olecki, bis 1998 der Woiwodschaft Suwałki, seither der Woiwodschaft Ermland-Masuren zugehörig.

## Religionen
Die evangelischen Einwohner von Borrishof (Borishof) waren vor 1945 in das Kirchspiel der Kirche in Schareyken (1938–1945 Schareiken, polnisch Szarejki) im Kirchenkreis Oletzko/Treuburg in der Kirchenprovinz Ostpreußen der Evangelischen Kirche der Altpreußischen Union eingepfarrt. Die Katholiken waren Teil der Pfarrei Marggrabowa/Treuburg, die dem Bistum Ermland zugeordnet war.
Nach 1945 entstand in Kowale Oleckie eine neue Pfarrei für die katholischen Kirchenglieder. Hier lebende evangelische Einwohner gehören nun zur Kirchengemeinde in Gołdap (Goldap), einer Filialgemeinde von Suwałki in der Diözese Masuren der Evangelisch-Augsburgischen Kirche in Polen.

## Verkehr
Borysowo ist über einen Landweg zu erreichen, der bei Daniele (Daniellen, 1938–1945 Kleinreimannswalde) von der polnischen Landesstraße DK 65 (frühere deutsche Reichsstraße 132) abzweigt. Durch den Ort verläuft die seit 1993 nicht mehr für Personenverkehr betriebene Bahnstrecke Ełk–Tschernjachowsk (Lyck–Insterburg), deren nächstgelegene Bahnstation die in Kowale Oleckie war.